# Ernst Gombrich
Sir Ernst Hans Josef Gombrich (Vienna, 30 marzo 1909 – Londra, 3 novembre 2001) è stato uno storico dell'arte austriaco naturalizzato britannico.

## Biografia
Gombrich nacque a Vienna da una ricca famiglia ebraica, figlio di Karl Gombrich, avvocato, e Leonia Hock. Aveva due sorelle, Anna e Lisbeth, nota giurista; allievo dello storico dell'arte Julius von Schlosser e di Alois Riegl, terminò i suoi studi con la tesi di laurea su Giulio Romano rielaborata nei due anni successivi e pubblicata con il titolo Zum Werke Giulio Romanos sulla rivista Jahrbuch der kunsthistorischen Sammlungen in Wien. Si avvicinò ad Ernst Kris con cui scrisse un libro sulla caricatura pubblicato a Londra nel 1940, e che lo introdusse allo studio dei problemi di psicologia sperimentale e ai problemi di percezione visiva.
A causa del nazismo si rifugiò a Londra, dove iniziò a lavorare nella biblioteca del Warburg Institute, di cui divenne direttore nel 1951 fino al 1976; contemporaneamente, dal 1959 al 1974 insegnò storia dell'arte a Oxford e storia della tradizione classica all'Università di Londra.
Venne nominato commendatore dell'ordine dell'Impero britannico nel 1960, cavaliere nel 1972 e insignito dell'ordine al merito nel 1988. Vincitore del premio Balzan nel 1985 per la storia dell'arte occidentale, ottenne riconoscimenti in tutto il mondo, incluso il premio Goethe 1994 e la medaglia d'oro della città di Vienna.
Tra i principali contributi dell'opera di Gombrich vi è l'analisi del concetti di tradizione ed imitazione, foriera di implicazioni metodologiche per studiosi di tutte le discipline umanistiche; in numerosi studi, infatti, Gombrich ha messo in luce il ruolo centrale dell'imitazione e della tradizione nella genesi dell'opera d'arte, rifiutando nettamente la concezione, di origine romantica, dell'autonomia espressiva dell'artista.
Di grande importanza, inoltre, per la storia dei generi artistici (ma globalmente utile per la critica dei generi), è la disamina compiuta da Gombrich delle categorie di "norma" e "forma", in particolare nel saggio che dà il titolo al volume Norm and Form (1971). Scrive Gombrich: "discutendo infatti di un'opera d'arte non si può mai completamente disgiungere la descrizione dalla critica. Le perplessità in cui si dibattono gli storici dell'arte nelle loro discussioni sui vari stili e periodi sono dovute appunto a questa mancanza di distinzione tra forma e norma" (Norma e forma, pp. 118–119).

## Opere

### Saggi

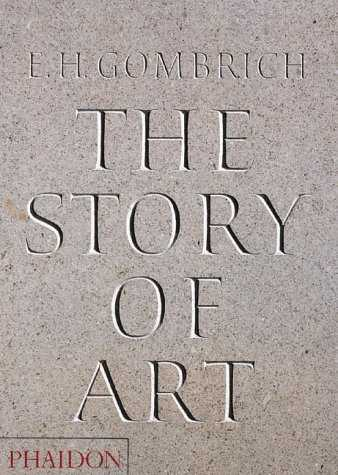
Copertina di un'edizione di The Story of Art

- Breve storia del mondo (A Little History of the World, 1935), trad. di Riccardo Cravero, Firenze, Salani, 1997-2023, ISBN 978-88-8451-601-5. [Il volume ripercorre, come in una cavalcata, tutta la storia dell'umanità, ma raccontata ai bambini, secondo un percorso molto originale e intelligente, utilizzando un linguaggio semplice e di immediata comprensione]
- La storia dell'arte raccontata da Ernst H. Gombrich (The Story of Art, 1950, e successive), trad. di Maria Luisa Spaziani, Torino: Einaudi, 1966 e successive ed. aggiornate; Milano: Leonardo, 1995, ISBN 88-7813-794-4; London: Phaidon Press, 2009, ISBN 978-07-1485-722-0. [Il libro di storia dell'arte più venduto al mondo, con centinaia di edizioni in quasi tutte le lingue]
- Arte e illusione. Studio sulla psicologia della rappresentazione pittorica (Art and Illusion. A Study in the Psychology of Pictorial Representation, 1960), trad. di Renzo Federici, Collana Saggi n.354, Torino, Einaudi, 1965; Milano, Leonardo, 2002, ISBN 88-8310-224-X; London: Phaidon Press, 2009, ISBN 978-07-1489-892-6. [studi pionieristici sulla percezione]
- A cavallo di un manico di scopa. Saggi di teoria dell'arte (Meditations on a Hobby Horse and Other Essays on the Theory of Art, 1963), trad. di Camilla Roatta, Collana Saggi n.469, Torino, Einaudi, 1976, ISBN 88-06-11716-5; Milano, Leonardo, 2001, ISBN 88-8310-188-X.
- Norma e forma. Studi sull'arte del Rinascimento (Norm and Form. Studies in the Art of the Renaissance, 1966), trad. di Vincenzo Borea, Collana Saggi n.504, Torino, Einaudi, 1973, ISBN 88-06-59989-5; Milano: Leonardo, 2003 ISBN 88-370-2039-2; raccoglie una serie di conferenze incentrate sui rapporti tra storia dell'arte e scienze sociali, affrontando anche problemi metodologici.
- Immagini simboliche. Studi sull'arte nel Rinascimento (Symbolic Images, 1966), trad. di Renzo Federici, Collana Saggi n.589, Torino, Einaudi, 1978, ISBN 88-06-48603-9; Milano, Leonardo, 2002, ISBN 88-435-8295-X. [studi sul simbolismo]
- L'eredità di Apelle. Studi sull'arte del Rinascimento (The Heritage of Apelles, 1966), trad. di Maria Luisa Bassi, Torino, Einaudi, 1986, ISBN 88-06-59014-6; Milano, Electa, 2004, ISBN 88-370-2832-6. [altri studi sul Rinascimento ]
- Antichi maestri, nuove letture. Studi sull'arte del Rinascimento (New Light on Old Masters, 1966), trad. di Andrea Cane, Collana Saggi n.703, Torino: Einaudi, 1987.
- In Search of Cultural History, conferenza Philip Maurice Deneke del 1967, Oxford: Clarendon, 1969.
- Arte, percezione e realtà (Art, Perception, and Reality, 1970), con Julian Hochberg e Max Black, Prefazione di Maurice Mandelbaum, trad. di Luca Fontana, Collana Piccola Biblioteca. Nuova serie, Torino, Einaudi, 1992, ISBN 978-88-06-16386-0.
- Freud e la psicologia dell'arte. Stile, forma e struttura alla luce della psicanalisi (Freud's Aesthetics), trad. Fiammetta Moronti, Camilla Roatta e Anna Bovero, Collana Nuovo Politecnico n.14, Torino, Einaudi, 1967; nuova ed., Collana Piccola Biblioteca. Nuova serie, Einaudi, 2001, ISBN 978-88-06-15860-6.
- Means and Ends. Reflections on the History of Fresco Painting, London: Thames and Hudson, 1976.
- L'immagine e l'occhio. Altri studi sulla psicologia della rappresentazione pittorica (The Image and the Eye. Further Studies in the Psychology of Pictorial Representation, 1982), trad. di Andrea Cane, Collana Saggi n.676, Torino, Einaudi, 1985, ISBN 88-06-58073-6.
- Aby Warburg. Una biografia intellettuale (Aby Warburg. An Intellectual Biography, 1970) Prefazione di Katia Mazzucco, trad. Alessandro Dal Lago e Pier Aldo Rovatti, Collana Campi del Sapere, Milano, Feltrinelli, 1983, ISBN 88-07-53008-2; Collana Le Comete, Feltrinelli, 2003; Collana Aesthetica, Milano, Abscondita, 2014-2023, ISBN 978-88-841-6442-1, ISBN 979-12-547-2069-1.
- Il senso dell'ordine. Studio sulla psicologia dell'arte decorativa (The Sense of Order. A Study of the Psychology of Decorative Art, 1979), trad. di Renato Pedio, Collana Saggi n.662, Torino, Einaudi, 1984, ISBN 88-06-05699-9; Milano, Leonardo, 2000, ISBN 978-88-8310-110-6; Londra, Phaidon, 2000, ISBN 978-07-1485-915-6. [altri studi sulla percezione visiva]
- Ideali e idoli. I valori nella storia e nell'arte (Ideals and Idols. Essays on Values in History and Art, 1979), trad. di Renzo Federici, Collana Saggi n.692, Torino, Einaudi, 1986, ISBN 88-06-59584-9.
- La logica della fiera della vanità, traduzione di M. Lago, a cura di Dario Antiseri, Roma, Borla, 1982.
- Custodi della memoria. Tributi ad interpreti della nostra tradizione culturale (Tributes: Interpreters of Our Cultural Tradition, 1984), trad. di Aldo Serafini, Collezione Campi del sapere, Milano, Feltrinelli, 1985, ISBN 88-07-10052-5.
- Arte e progresso. Storia e influenza di un'idea, trad. di Mario Carpitella, Bari, Laterza, 1985, ISBN 978-88-420-6637-8.
- Sul restauro, con J. Hochberg e M. Black, a cura di Alessandro Conti, Torino, Einaudi, 1988, ISBN 88-06-59926-7.
- Riflessioni sulla storia dell'arte. Opinioni e critiche (Reflections on the History of Art: Views and Reviews, 1987), traduzione di Gaspare Bona, a cura di Richard Woodfield, Collana Saggi n.750, Torino, Einaudi, 1991, ISBN 88-06-12527-3.
- Argomenti del nostro tempo. Cultura e Arte nel Ventesimo secolo (Topics of Our Time, 1990), traduzione di Gaspare Bona, Torino, Einaudi, 1994, ISBN 88-06-13521-X.
- Dall'archeologia alla storia dell'arte. Tappe della fortuna critica dello stile romanico, Torino, Einaudi, 1990. [conferenza a Cerro di Laveno del 7 luglio 1990]
- Il linguaggio delle immagini (Ce que l'image nous dit, 1991), Intervista con Didier Eribon, trad. di Maria Perosino, Collana Gli struzzi n.465, Torino, Einaudi, 1994, ISBN 88-06-12819-1.
- Ombre. La rappresentazione dell'ombra portata nell'arte occidentale (Shadows, 1995), traduzione di Maria Cristina Mundici, Torino, Einaudi, 1996, ISBN 88-06-14077-9. - Nuova ed., Collana Piccola Biblioteca.Ns, Einaudi, Torino, 2017, ISBN 978-88-062-2843-9. [da una mostra sull'ombra portata in arte]
- Sentieri verso l'arte. I testi chiave di Ernst H. Gombrich (The Essential Gombrich: Selected Writings on Art and Culture, 1996), a cura di Richard Woodfield, Milano, Leonardo Arte, 1997, ISBN 88-7813-820-7. - Nuova ed., in Un'antologia di scritti essenziali sull'arte e la cultura, London: Phaidon, 2010, ISBN 978-07-14-85912-5.
- Giulio Romano. Il palazzo del Te, a cura di Vittore Branca e G.M. Erbesato, Tre Lune, 1999, ISBN 978-88-873-5502-4.
- Dal mio tempo. Città, maestri, incontri, traduzione di Michele Dantini, a cura di Richard Woodfield, Collana Saggi, Torino, Einaudi, 1999, ISBN 88-06-15196-7. [memorie]
- L'uso delle immagini. Studi sulla funzione sociale dell'arte e sulla comunicazione visiva (The Uses of Images: Studies in the Social Function of Art and Visual Communication, 1999), traduzione di Eileen Romano, Milano, Leonardo, 1999, ISBN 88-7813-995-5. - London: Phaidon, 2011, ISBN 978-07-1486-165-4.
- La preferenza per il primitivo. Episodi dalla storia del gusto e dell'arte occidentale (The Preference for the Primitive. Episodes in the History of Western Taste and Art, 2002), traduzione di Valentina Palombi, a cura di Lucio Biasiori, Collana Saggi n.1041, Torino, Einaudi, 2023, ISBN 978-88-062-5788-0.
- Arte e pubblico: artisti, esperti, clienti (Künstler, Kenner, Kunden, 2008), a cura di Luca Viglialoro, Milano-Udine, Mimesis, 2013, ISBN 978-88-575-1720-9. [raccolta]
- Antichi, moderni e primitivi. Alle radici della ribellione nell'arte, Collana Le api, Milano, Medusa, 2018, ISBN 978-88-769-8446-4.
- Immagini e parole, a cura di Lucio Biasiori, Collana Saggi, Roma, Carocci, 2019, ISBN 978-88-430-8611-5.

### Prefazioni
- Ernst Kris, Ricerche psicoanalitiche sull'arte, trad. Elvio Fachinelli, Torino: Einaudi, 1977, ISBN 88-06-11398-4.
- Ernst Kris, La leggenda dell'artista: un saggio storico, trad. Giovanni Niccoli, presentazione di Enrico Castelnuovo, Torino: Bollati Boringhieri, 1980, ISBN 978-88-339-1127-4.
- Frances Amelia Yates, L'arte della memoria, Introduzione di E. Gombrich (1982, trad. Aldo Serafini), trad. Albano Biondi, Torino: Einaudi, 1993, ISBN 978-88-06-18140-6.